# Emily Overholt
Emily Overholt (ur. 4 października 1997 w Vancouver) – kanadyjska pływaczka.
Córka prawników Carmena i Debory, ma dwóch braci: starszego Andrew i młodszego Markusa. Naukę pływania rozpoczęła w wieku 4 lat, a w wieku 9 lat rozpoczęła karierę w West Vancouver Otters.
W 2013 została mistrzynią kraju na 200 m stylem motylkowym z czasem 2:13,76 s, a także zdobyła brązowy medal mistrzostw świata juniorów na 400 m stylem zmiennym oraz wywalczyła dwa medale igrzysk kanadyjskich: złoty na 400 m stylem dowolnym i srebrny na 200 m tym samym stylem. W 2014 zdobyła brązowy medal mistrzostw Pacyfiku w sztafecie 4 × 200 m stylem dowolnym. W tym samym roku wywalczyła srebro igrzysk Wspólnoty Narodów w tej samej konkurencji. W 2015 zdobyła trzy medale igrzysk panamerykańskich: złoty na 400 m stylem dowolnym, srebrny na 200 m tym samym stylem i brązowy w sztafecie 4 × 200 m stylem dowolnym. W tym samym roku wywalczyła również brązowy medal mistrzostw świata na 400 m stylem zmiennym. W 2016 wystartowała na igrzyskach olimpijskich, na których zajęła 5. miejsce na 400 m stylem zmiennym, 25. na 400 m stylem dowolnym oraz zdobyła brązowy medal w sztafecie 4 × 200 m stylem dowolnym (płynęła tylko w eliminacjach).
Rekordzistka Kanady na 400 m stylem zmiennym z czasem 4:32,52 s (Kazań, 9 sierpnia 2015, MŚ 2015).